# Igreja Batista de Westboro
Igreja Batista de Westboro (em inglês:  Westboro Baptist Church - WBC) é uma igreja batista independente fundamentalista, conhecida por sua posição extrema contra a homossexualidade e as suas atividades de protesto, que incluem manifestações em funerais de militares e profanações da bandeira dos Estados Unidos. A igreja é amplamente descrita como um grupo que pratica discurso de ódio e é acompanhada como tal pela Liga Anti-Difamação e pelo Southern Poverty Law Center.
Era dirigida por Fred Phelps, e consiste principalmente de membros da sua grande família; em 2007, tinha 71 membros. A igreja está localizada em um bairro residencial, na zona oeste de Topeka, Kansas, Estados Unidos. Seu primeiro evento religioso foi realizado na tarde de domingo de 27 de novembro de 1955.
A igreja tem se envolvido ativamente no movimento anti-gay pelo menos desde 1991, quando começou com a repressão aos homossexuais em protestos no Parque Gage, seis quarteirões a noroeste da sede da igreja. Além dos protestos anti-homossexuais em funerais militares, a organização realiza piquetes em outros funerais de celebridades que são susceptíveis para conseguir a atenção da mídia.
A WBC não é afiliada com qualquer uma das convenções ou associações conhecidas da Igreja Batista. A igreja se descreve como seguidora da  igreja batista primitiva e dos princípios calvinistas, embora a grande maioria dos batistas primitivos e calvinistas rejeitem a WBC e Phelps.